# Palais Lloyd Triestino
Le palais Lloyd Triestino est une construction importante de la ville de Trieste en Italie. L'entrée principale se trouve sur la Piazza dell'Unità d'Italia, mais le bâtiment donne également sur via dell'Orologio, Riva del Mandracchio et via del Mercato Vecchio. Ancien siège de la compagnie maritime Lloyd Triestino di Navigazione, puis Lloyd Triestino, il a été rénové à plusieurs reprises et abrite aujourd'hui les bureaux de la présidence et du conseil de la région du Frioul-Vénétie Julienne. 

## Histoire
Le Lloyd Triestino, créé en 1833, avait son premier siège à Piazza Tommaseo, puis à Piazza della Borsa. 
En 1878; il a commencé à identifier les zones pour la construction d'un nouveau bâtiment. En 1880, le fonds Pescheria est acheté et un concours est lancé pour la conception du palais Lloyd, auquel participent des architectes de Vienne et de Trieste. Sept projets ont été présentés, mais aucun d'entre eux ne répondait aux besoins du Lloyd Council, il a donc été décidé de confier la construction au conseiller supérieur en construction Heinrich von Ferstel. Il a opté pour le système de grandes fondations peu profondes, compte tenu de la nature boueuse du terrain. Pour la même raison, l'érection d'une tour, initialement prévue côté mer, n'était pas recommandée. 
La première pierre a été posée le 6 décembre 1880 et la construction a été achevée en 1883. 
Le bâtiment, aux formes simples mais articulées, est orné de statues allégoriques au rez-de-chaussée et au pignon, œuvres des sculpteurs Joseph Pokorny et Hugo Härdtl de Vienne. 
En 1899, l'ingénieur Geiringer a construit un grand espace couvert dans la cour à usage de bureau. 
Le 1er mai 1945, le palais est gravement endommagé par des tirs d'artillerie tirés par les Allemands. 
Au cours des deux années 1966-1967, le bâtiment a subi une restauration radicale, une consolidation et une expansion, avec l'élévation du plancher intérieur vers la cour. 
Depuis 1991, le bâtiment est le siège de la présidence du conseil régional de la région du Frioul-Vénétie Julienne.